# Piana di Firenze-Prato-Pistoia
La Piana di Firenze-Prato-Pistoia è una conca intermontana di origine alluvionale nell'entroterra della Toscana settentrionale nell'area dove si sviluppano gran parte delle aree urbane di Firenze, Prato e Pistoia.

## Territorio
La piana è divisa a ovest dalla Valdinievole e dai rilievi collinari di Serravalle Pistoiese; a nord è delimitata dai rilievi meridionali della Montagna Pistoiese, dal Monteferrato, dai Monti della Calvana, da Monte Morello e dai rilievi collinari che si elevano a nord della città di Firenze; a est è delimitata dalle prime propaggini collinari che si elevano tra i comuni di Fiesole, Pontassieve e Bagno a Ripoli; a sud è chiusa dalle prime colline del Chianti fiorentino e, nel settore centro-occidentale, dal massiccio collinare del Montalbano.
Il territorio interessa tre enti di area vasta. La parte orientale della piana è amministrata dai comuni facenti capo Città metropolitana di Firenze, quella centrale dai comuni afferenti alla provincia di Prato e la parte occidentale dai comuni costituenti la Pistoia: talvolta le corrispondenti aree vengono denominate Piana Fiorentina, Piana Pratese e Piana Pistoiese, pur essendo situate nella medesima conca. Le principali città della piana sono appunto Firenze, Prato e Pistoia.
I principali corsi d'acqua che attraversano la piana sono il fiume Arno nel suo settore meridionale, dal Bisenzio nel settore centrale e dall'Ombrone Pistoiese nella parte occidentale; la piana è attraversata anche da numerosi corsi d'acqua secondari che sono affluenti dei tre fiumi principali.
In alcune aree della piana si trovano aree umide, che costituiscono i residui di un antico bacino lacustre che originariamente occupava gran parte del territorio. Gli Stagni di Focognano nei pressi di Campi Bisenzio costituiscono l'esempio più esteso e meglio conservato di ciò che resta dell'antico bacino lacustre che un tempo occupava la piana. Altri piccoli laghi e stagni sparsi si trovano anche nell'area tra Agliana e Quarrata, tra Prato e Poggio a Caiano, nell'area tra Campi Bisenzio, Signa e Lastra a Signa e tra Sesto Fiorentino e Firenze dove il principale specchio d'acqua rimasto è il Lago di Peretola.

## Popolazione
Con una popolazione di 1 milione di abitanti, nella sola Piana di Firenze-Prato-Pistoia si registra quindi circa il 30% della popolazione regionale; da notare inoltre che sempre ivi si trova la maggior parte dei comuni più popolosi della Toscana, a partire da Firenze e Prato, rispettivamente la prima e la seconda città della regione per numero di abitanti (ambedue i comuni inoltre sono tra i primi venti italiani per numero di abitanti).

## Economia
Grazie alla posizione geografica, ai valichi appenninici con altitudine bassa (come Montepiano), alla vicinanza con città portuali, la Piana di Firenze-Prato-Pistoia è stata fin dall’età etrusca un importante centro commerciale e industriale della penisola italiana, come ci testimoniano per esempio gli scavi archeologici condotti nella zona di Gonfienti (periferia orientale di Prato). 
Oggi la Piana di Firenze-Prato-Pistoia registra numeri fondamentali per l’economia della Toscana. 
Le attività principali sono molteplici, dal turismo - in primis con la città di Firenze, una delle città italiane più conosciute a livello mondiale, ma anche con altre mete, come per esempio le ville medicee nel pratese e nel fiorentino, Patrimonio dell’Umanità UNESCO -, al distretto dell’industria tessile - principalmente nei comuni di Prato, Montemurlo, Campi Bisenzio e Calenzano -, dall’importante polo floricolo e vivaistico - attivi principalmente a Pistoia e nei comuni limitrofi -, dall’industria del mobile a Quarrata e anche dalla prestigiosa e antica industria della ceramica a Sesto Fiorentino. 
Nei quartieri di Osmannoro (Sesto Fiorentino), San Donnino, Capalle (Campi Bisenzio) e Pratignone (Calenzano) hanno sede importanti centri logistici per la Regione e l’Italia centrale, oltreché la presenza dell’Interporto della Toscana Centrale nel comune di Prato.

## Infrastrutture e trasporti

### Principali arterie stradali

#### Autostrade
- Autostrada A11 - Firenze-Mare (Firenze Peretola-Pisa Nord)
- Autostrada A1 - Autostrada del Sole (Milano-Napoli): caselli di Calenzano/Sesto Fiorentino, Firenze Nord, Firenze Scandicci

Principali Strade Statali
- SS719
- SGC Firenze-Pisa-Livorno (FI-PI-LI)
- SS66 - Pistoiese

### Ferrovie
- Ferrovia Maria Antonia
- Ferrovia Bologna-Firenze (LL)
- Ferrovia Bologna-Firenze (AV/AC)
- Ferrovia Porrettana
- Ferrovia Leopolda

L’unico comune della Piana a essere servito dall’Alta Velocità e dai treni Nazionali è Firenze, mentre invece Prato è servita soltanto dai Treni Nazionali. 
Risulta essere in costruzione l’hub di Firenze Belfiore, futuro punto nevralgico per la mobilità della Toscana. 

### Aeroporto
L’unico aeroporto della zona è quello di Firenze-Peretola (Amerigo Vespucci). 

### Collegamenti tranviari
Sono allo studio o in progetto diversi prolungamenti del Sistema Tranviario Fiorentino, rivolti principalmente ai comuni di Scandicci, Campi Bisenzio, Sesto Fiorentino, Calenzano e Prato. 

### Piste ciclabili
Risultano in progetto varie piste ciclabili, per consentire gli spostamenti green fra i comuni e favorire la mobilità integrata con i mezzi ferrotranviari.